# Demian
Demian je roman njemačkog pisca Hermanna Hessea objavljen 1919. Radnja romana govori o teškom zadatku, kako pronaći sebe.

## Radnja
Roman je ispričan u ja-licu, a glavni protagonist je Emil Sinclair, dječak koji pohađa sasvim nornalnu osnovnu školu. Umjetnički je nadaren, osjetljiv a drugi dječaci se nasilno odnose prema njemu. Stupa u kontakt s jednim starijim dječakom, Demianom, koji se pokazuje različitim od ostalih dječaka i posjeduje nesvakidašnje sposobnosti. On pomaže Emilu prebroditi probleme s nasilnicima a tijekom jednog perioda postaje i njegov učitelj.
Roman opisuje kako je teško pronaći sebe, vječitu borba koju čovjek vodi između dobra i zla, konformističku i egsistencijalnul krizu, čežnju za djetinjstvom i strah od odrastanja, arhetipove.
U romanu se govori i o mitološkom biću Abraksasu.